# Zeven wonderen van Canada
De zeven wonderen van Canada was een initiatief van het televisieprogramma The National en de radioshow Sounds Like Canada, beide beheerd door de Canadian Broadcasting Corporation. Ze bepaalden gezamenlijk de "zeven wonderen" van Canada, door middel van kijkersnominaties, opgevolgd door een online stemlijst. De nominaties dienden het karakteristieke beeld van Canada te omvatten. Na de stemming bepaalde een panel van juryleden, Ra McGuire, Roy MacGregor en Roberta L. Jamieson, de winnaars, op basis van geografische en poëtische criteria. Hun zeven keuzes werden onthuld tijdens een uitzending de The National van 7 juni 2007.

## CBC's Zeven wonderen van Canada
| Afbeelding | Winnaar            | Locatie           | Gebied                   | Stemmen |
| ---------- | ------------------ | ----------------- | ------------------------ | ------- |
|            | De Canadese kano   |                   |                          | 17,470  |
|            | De Iglo            | Noord-Canada      |                          | 11,082  |
|            | Niagarawatervallen | Niagara (rivier)  | Ontario                  | 81.818  |
|            | Oud-Quebec         | Quebec (stad)     | Quebec                   | 20.880  |
|            | Pier 21            | Halifax           | Nova Scotia              | 11.225  |
|            | Prairielucht       | Canadese Prairies |                          | 14.836  |
|            | Canadian Rockies   | West-Canada       | Alberta & Brits-Columbia | 55.630  |